# 白土岡之戰

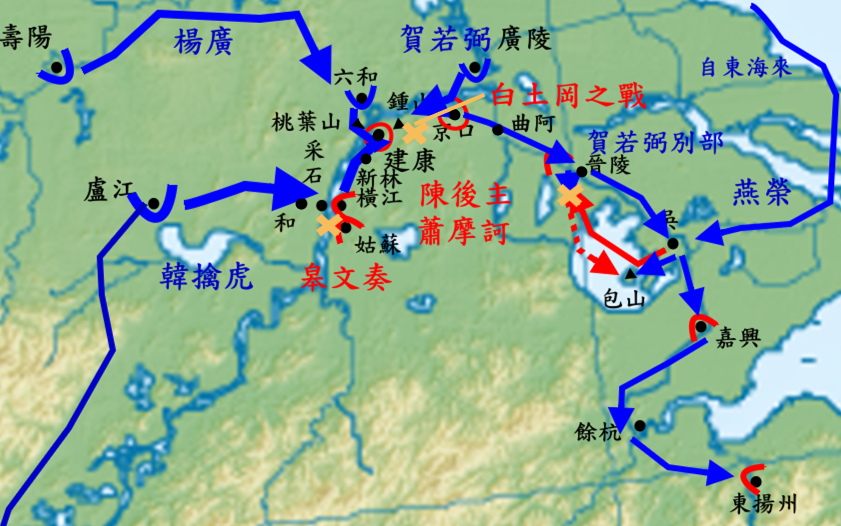
白士冈之战

白土冈之战是隋文帝开皇九年（589年）正月，在隋灭陈之战中，隋朝行军总管贺若弼率军在白土冈（今南京城东），击败陳朝主力的作战。
589年正月初一，分路渡江开始，隋军攻陈都建康（今南京市）作战，正月十七日对包围建康。贺若弼军进据钟山（今南京紫金山），屯于山南白士冈东，陈朝在建康附近尚有甲士十余万。陈后主不懂军事，又不采纳部将建议，面对隋军压境，作不出应战决策。陈骠骑将军萧摩诃建议，乘贺若弼军深入，立足未稳之际，发起反击。陈后主不采纳。镇东大将軍任忠提出，依托城防，坚守不战，以一部兵力迂回敌后，切断其长江南北联系，并以精兵一万，金翅战船三百，反攻六合，使隋军误判自己在江南的军队已被消灭，并扬言欲往徐州，断隋军归路，隋军可不击自退，后主也不予采纳。
正月二十日，后主突然命陈军出战，于是中领軍鲁广达列阵白士冈，白士冈北由任忠、将军田瑞、护军将军樊毅、忠武将军孔范及萧摩诃等部依次列阵，南北二十里，首尾进退互不相知。贺若弼率轻骑登山侦察敌阵，与所部七总管杨牙、员明等集中甲士八千，列阵以待，田瑞首先率部进击，被贺若弼军击退。鲁广达等军进击力战，贺若弼军曾被迫四次后退，死二百七十三人。贺若弼令施放烟幕，并在其掩蔽下整顿，然后乘敌胜而骄情，攻打陈军薄弱部分孔范军。孔范部溃败，其他各部受其影响，也发生混乱，导致全线崩溃，互相踩踏，死五千人。萧摩诃被员明所俘，贺若弼軍推进至建康城东乐游苑。